# Lakshmiswar Sinha
Lakshmiswar Sinha (Rarisal, Índia, 6 de juny de 1905 - Santiniketan, Índia, 22 d'abril de 1977) va ser un esperantista indi, deixeble de Tagore.
Va ser enviat a Suècia el 1928-29 per estudiar els treballs manuals educatius. Va aprendre esperanto el 1928 durant una estada a Estocolm. Responent a la iniciativa d'Ernfrid Malmgren el setembre de 1929 va començar una gira de conferències a Suècia, recorrent més de 10 000 km, pronunciant més de 200 conferències davant més de 30 000 persones, i també dues a la ràdio. La tardor de 1930 va fer una altra gira a Estònia i a Letònia i després a Polònia, 40 conferències en 22 ciutats davant prop de 8000 persones.
L'agost de 1931 va tornar a l'Índia, on va donar suport al moviment esperantista escrivint articles i esdevenint delegat de l'Associació Mundial d'Esperanto (UEA). La tardor de 1933 va tornar a Suècia. El 1936 va publicar "Hindo rigardas Svedlandon" (Un Indi mira Suècia). La seva traducció de set relats de Tagore "Malsata ŝtono" (Una pedra famolenca) inauguraria el 1961 la col·lecció de llibres Serio Oriento-Okcidento.
El resultat dels seus esforços per crear un moviment esperantista a l'Índia va ser la fundació del Bengala Esperanto-Instituto l'any 1963, publicant en bengali Esperanto-movado (Moviment esperantista). L'editorial Eldona Societo Esperanto va publicar el 1966 a Suècia l'autobiografia de Sinha Jaroj sobre tero (Anys sobre la terra). L'última obra de Sinha es va publicar el 1974: Facila Esperanta lernolibro.

## Obres
- Sivaĝi petit drama històric original, 1928
- 3 Bengalaj fabeloj Arxivat 2016-03-03 a Wayback Machine. La dio, la malriĉulo kaj la mirindaj potoj; Fakiro kaj princo; Kio estas la sevaĝo?; (Faules bengalis. El déu, el pobre i els pots miraculosos; Fakir i príncep; Què és la sensatesa?), 1930 (traduïts també en suec), ISBN  91-7303-111-9
- Kaj ĉio restas penso, sed ne faro (I tot queda pensament, però no acció) 1931 (sobre la intercomprensió entre les persones)
- Hindo rigardas Svedlandon, (Un Indi mira la Suècia) Lakshmiswar Sinha, Préface de Björn Collinder, Estocolm : Eld. Soc. Esperanto = Förlagsföreningen Esperanto, 1936 200 pàg. : ill., portr. ; 22 cm RERO Arxivat 2015-02-10 a Wayback Machine. : R003698615
- Tagore: Malsata ŝtono (Una pedra famolenca), Malmö : Eldona Societo Esperanto, Serio Oriento-Okcidento 1, 1961 (relats traduïts del bengali) RERO Arxivat 2015-02-10 a Wayback Machine. : R003147585
- Esperanto-movado (Moviment esperantista) 1963 en bengali
- Jaroj sobre tero (Anys sobre la terra), Malmö : Eldona Societo Esperanto, 1966 (autobiografia), RERO Arxivat 2015-02-10 a Wayback Machine. : R003789761
- Facila Esperanta lernolibro (Manual d'esperanto fàcil) 1974 (en bengali)